# René Sebastien Bofaya
 René Sebastien Bofaya Botaka  (né à Mbandaka le 16 juillet en 1954) est un homme politique de la République démocratique du Congo et député national, élu de la circonscription de Bongandanga dans la province du Mongala,,,.

## Biographie
L'honorable René Sebastien Bofaya est né à Mbandaka le 16 juillet 1954, élu député national dans la circonscription électorale de Bongandanga dans la province de Mongala, il est du parti politique parti du peuple pour la reconstruction et de la démocratie PPRD de Joseph Kabila